# Wade Barrett
Pour les articles homonymes, voir Barrett.
Stuart Alexander Bennett (né le 10 août 1980 à Penwortham, près de Preston) est un catcheur (lutteur professionnel) anglais. Il travaille actuellement à la World Wrestling Entertainment (WWE) dans la division RAW en tant que commentateur sous le nom de Wade Barrett.
Barrett participe à la 1re saison de NXT (avec Chris Jericho comme pro) au terme de laquelle, le 1er juin 2010, il est déclaré vainqueur. Il fait ses débuts télévisés le 7 juin 2010. Dès son premier soir, Barrett fait impact en créant un clan regroupant les anciens rookies de la NXT, appelé The Nexus. En début d'année 2011, après avoir été exclu de la Nexus, Barrett créé un nouveau clan appelé The Corre, qui se dissout dans la même année.

## Carrière

### Circuit indépendant anglais (2004-2007)
Entre 2004 et 2007, il a lutté pour de nombreuses fédérations sur le circuit indépendant anglais.

### World Wrestling Entertainment (2007-2016)

#### Territoires de développement (2007-2010)
En octobre 2007, Bennett signe un contrat avec la World Wrestling Entertainment. Il est envoyé au territoire de développement de la WWE, la Ohio Valley Wrestling pour s'entraîner, où il lutte sous le nom de ring de Stu Sanders. Durant son passage à la OVW, il remportera une fois les championnats par équipes de la OVW avec Paul Burchill. Sanders est ensuite envoyé à la Florida Championship Wrestling, le nouveau club-école de la WWE. Il y remportera une fois les championnats par équipes de la FCW avec Drew McIntyre, puis changera son nom pour celui de Stu Bennett, puis Lawrence Knight, et enfin Wade Barrett. Il deviendra par la suite commentateur de la FCW.

#### The Nexus (2010-2011)

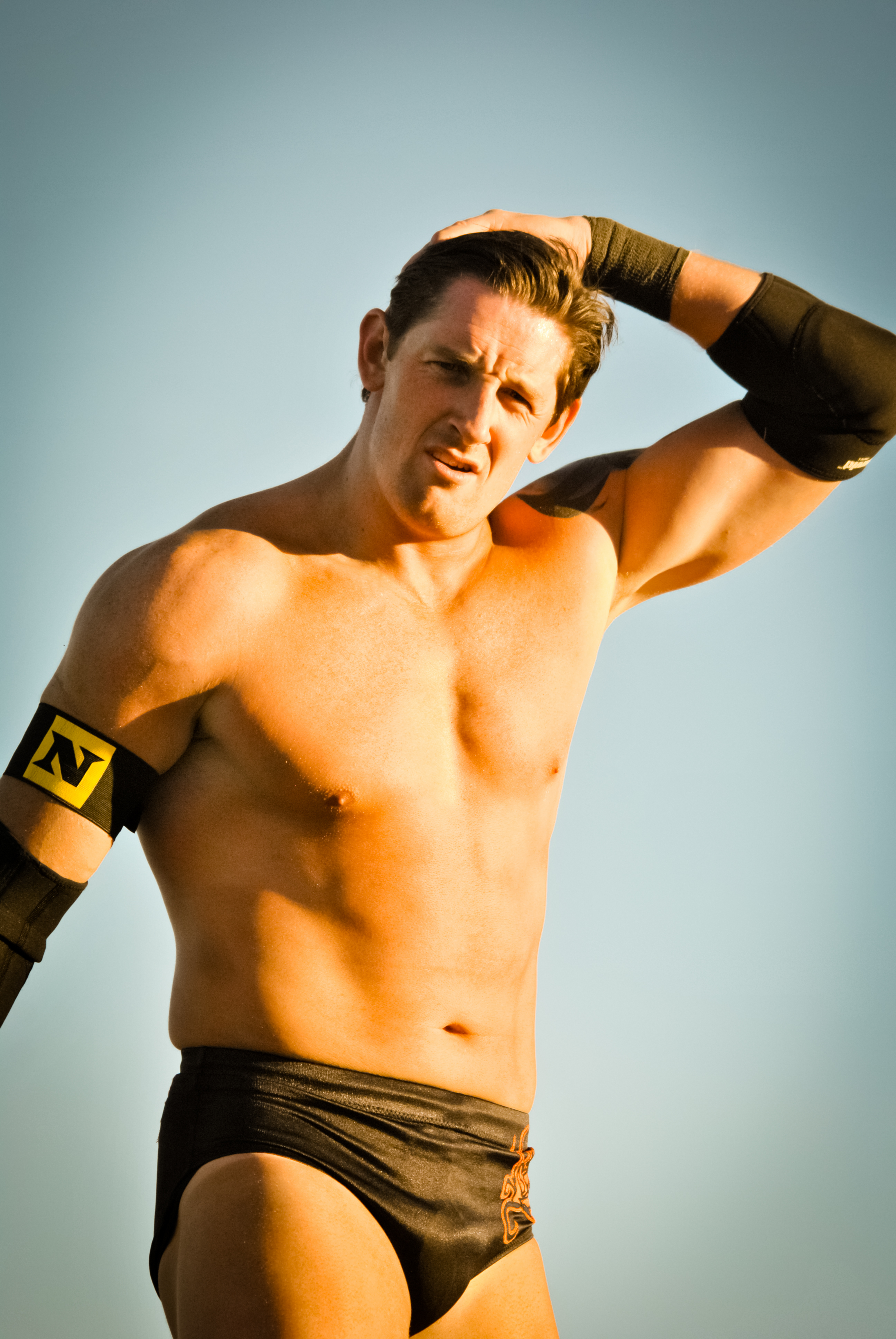
Wade Barrett en tant que leader de la Nexus.

Wade Barrett est annoncé en tant que l'un des 8 rookies de la première saison de la NXT qui commencera en février 2010. Son « pro » est Chris Jericho. Le 1er juin 2010, il remporte la première saison de NXT. Il remporte donc un contrat avec Raw ou SmackDown et également un match de championnat mondial en pay-per-view.
Wade Barrett fait ses débuts à Raw le 7 juin avec tous les rookies de la saison 1 de NXT, pendant le match entre CM Punk et le champion de la WWE John Cena, et attaquent les deux adversaires avant de dévaster le ring. La semaine suivante, il se présente alors comme le leader d'un clan appelé The Nexus, et réclame un contrat officiel pour tous ses partenaires. Pendant les semaines qui suivent, le clan continu d'attaquer les catcheurs et le personnel de la WWE, s'occupant principalement d'intervenir pendant les matchs de John Cena. Une rivalité se forme alors entre la Nexus et ce dernier, qui décide de former une équipe composée d'Edge, Chris Jericho, John Morrison, Bret Hart, R-Truth, Daniel Bryan (ancien membre de la Nexus) et lui-même pour faire face à la Nexus.

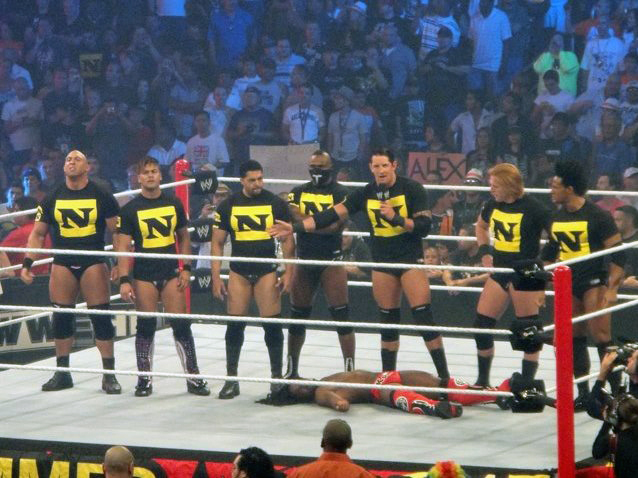
Wade Barrett, le troisième en partant de la droite, lors de SummerSlam.

Les deux équipes s'affrontent dans le main event de SummerSlam dans un match à 7 contre 7 à élimination, où l'équipe de John Cena sort vainqueur.
Wade Barrett décide ensuite de se lancer en course pour le WWE Championship, où à Night of Champions il perd Six-Pack Elimination Challenge match au profit de Randy Orton, match qui incluait aussi John Cena, Edge, Chris Jericho et Sheamus. Wade Barrett bat par la suite John Cena à Hell in a Cell grâce aux interventions de Husky Harris et Michael McGillicutty (deux participants à la saison 2 de NXT qui rejoignent ensuite le clan), et Cena est contraint de rejoindre la Nexus. Wade Barrett tente une nouvelle fois de décrocher le championnat de la WWE face à Randy Orton à Bragging Rights, puis aux Survivor Series, mais il échoue,.
Lors du Raw du 12 décembre, il gagne le Slammy Award du moment le plus choquant de l'année pour les débuts de la Nexus. Il affronte par la suite Cena à TLC dans un Chairs match, où Cena ressort vainqueur.
Lors du Raw du 27 décembre, on apprend qu'il n'est plus le leader de Nexus car CM Punk le remplace à ce poste. Lors du Raw du 3 janvier 2011, il perd contre Randy Orton dans un Triple Threat Steel Cage match qui incluait également Sheamus, et ne devient pas challenger au titre de la WWE. À la suite de cette défaite, il est définitivement banni de la Nexus.

#### The Corre et Champion Intercontinental (2011)
Quelques jours plus tard, Wade Barrett fait ses débuts à SmackDown et forme le clan The Corre, composé de Justin Gabriel, Heath Slater, Ezekiel Jackson et lui même.
Au Royal Rumble, les membres du Corre participent au Royal Rumble match qui sera remporté par Alberto Del Rio. Wade Barrett participe ensuite à l'Elimination Chamber match à Elimination Chamber pour le championnat du Monde poids lourds. Il ne remportera cependant pas le match.
Lors du SmackDown du 25 mars, il remporte son premier titre à la fédération, le championnat Intercontinental, en battant Kofi Kingston. The Corre perd ensuite contre le Big Show, Kane, Santino Marella et Kofi Kingston dans un match par équipes à 4 contre 4 à WrestleMania XXVII. Lors d'Extreme Rules, Wade Barrett  et Ezekiel Jackson perdent contre Kane et Big Show dans un Lumberjacks Match et ne remportent pas les WWE Tag Team Championship.
Pendant les semaines qui suivent, la tension augmente entre les membres du Corre. Cette tension aboutit à l'exclusion d'Ezekiel Jackson du groupe. Le clan se dissout par la suite lorsque Justin Gabriel et Heath Slater le quittent,  après que Wade Barrett les a abandonnés à plusieurs reprises pendant leurs matchs. Il affronte Ezekiel Jackson pour le titre Intercontinental à Capitol Punishment, où il perd par abandon.

#### Diverses rivalités et Blessure (2011-2012)

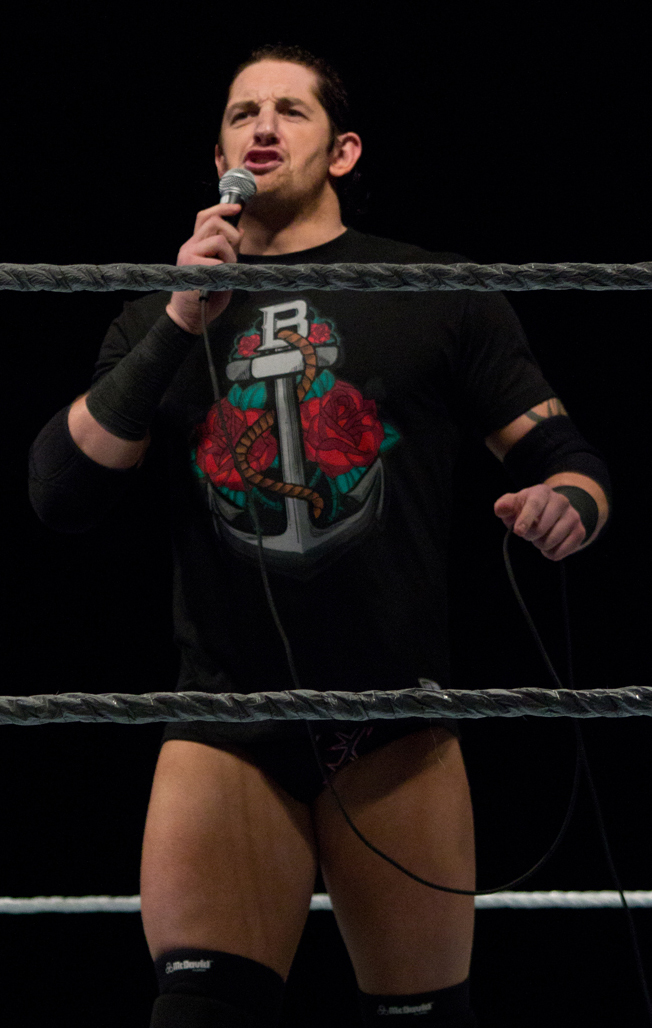
Wade Barrett en janvier 2012.

Wade Barrett participe ensuite au Money in the Bank Ladder match à Money in the Bank, mais ne parvient pas à remporter le match. Il bat ensuite Daniel Bryan à SummerSlam.
Lors des Survivor Series, son équipe bat celle de Randy Orton. Il affronte ensuite Randy Orton à TLC dans un Tables match, qu'il ne remportera pas.
Le 29 janvier 2012 au Royal Rumble, il entre en 26e position mais se fait éliminer peu après par Randy Orton.
Lors d'Elimination Chamber, il participe à l'Elimination Chamber Match pour le World Heavyweight championship, où Bryan conserve son titre. Lors du RAW du 20 février, il perd une bataille royale à 10 catcheurs pour devenir le challenger no 1 au Championnat de la WWE se faisant éliminer par Santino Marella. Il subit pendant le match une dislocation du coude et reste écarté des rings pendant sept mois à la suite d'une opération chirurgicale.

#### Retour et Triple Champion Intercontinental (2012-2013)

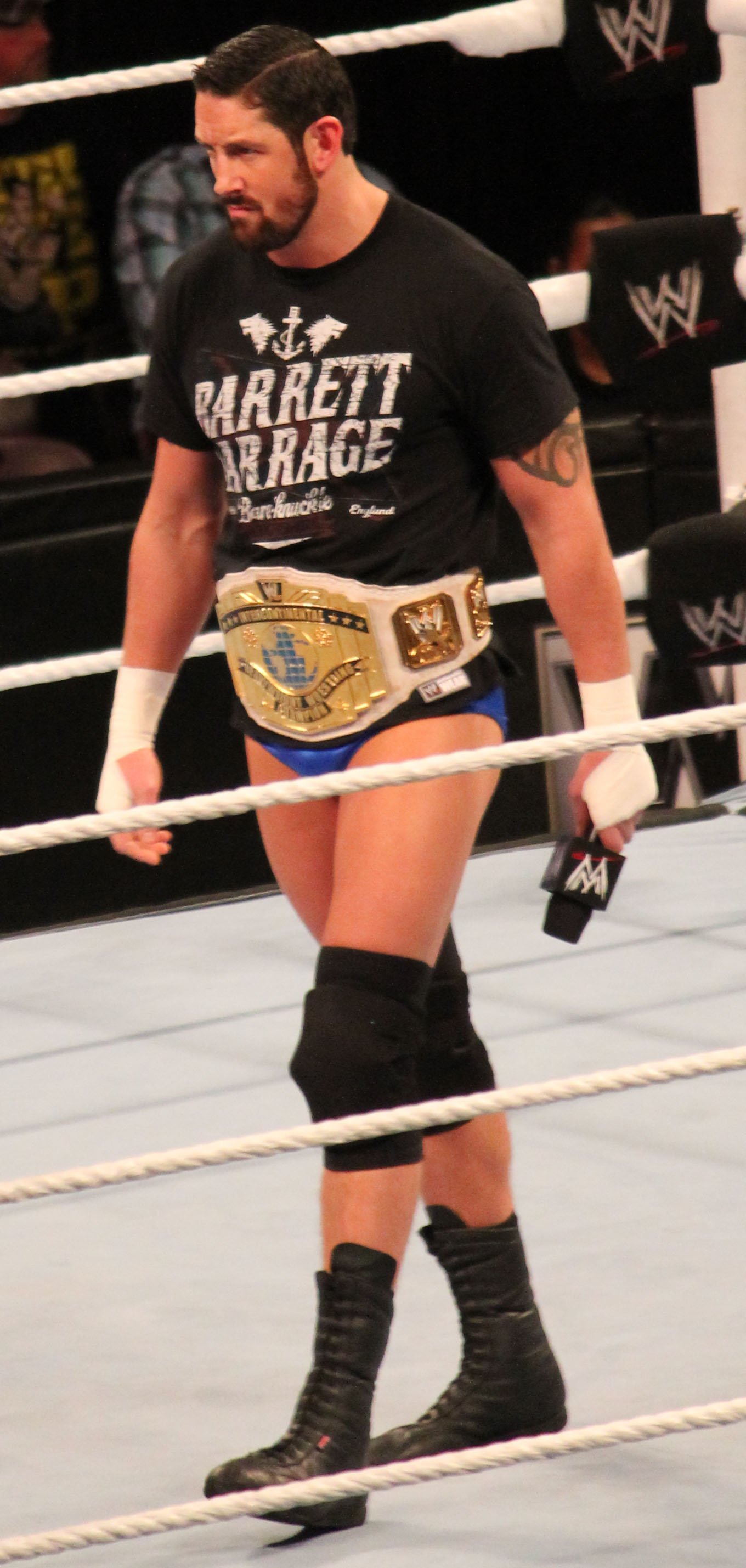
Wade Barrett en tant que champion Intercontinental en février 2013.

Wade Barrett fait son retour à SmackDown le 7 septembre 2012, où il bat rapidement Yoshi Tatsu. Il affronte ensuite Kofi Kingston lors de TLC pour le championnat Intercontinental, mais ne remporte pas le match. Il finit par remporter le titre Intercontinental face à Kingston pour la seconde fois de sa carrière lors du RAW du 31 décembre 2012.
Le 27 janvier 2013 lors du Royal Rumble, il se fait éliminer par Bo Dallas.
Lors du Pré-Show de WrestleMania 29, il perd son titre face à The Miz. Il remporte de nouveau le titre le lendemain lors du RAW du 8 avril en battant le Miz. Lors de Payback, il perd son titre Intercontinental contre Curtis Axel dans un Triple threat Match qui comprenait aussi le Miz. Lors de Money in the Bank, il ne décroche pas la malette, gagnée par Damien Sandow.
Par la suite, il n'apparaît plus à la télévision car il a des problèmes avec son VISA.

#### Bad News Barrett et Quintuple Champion Intercontinental (2013-2015)

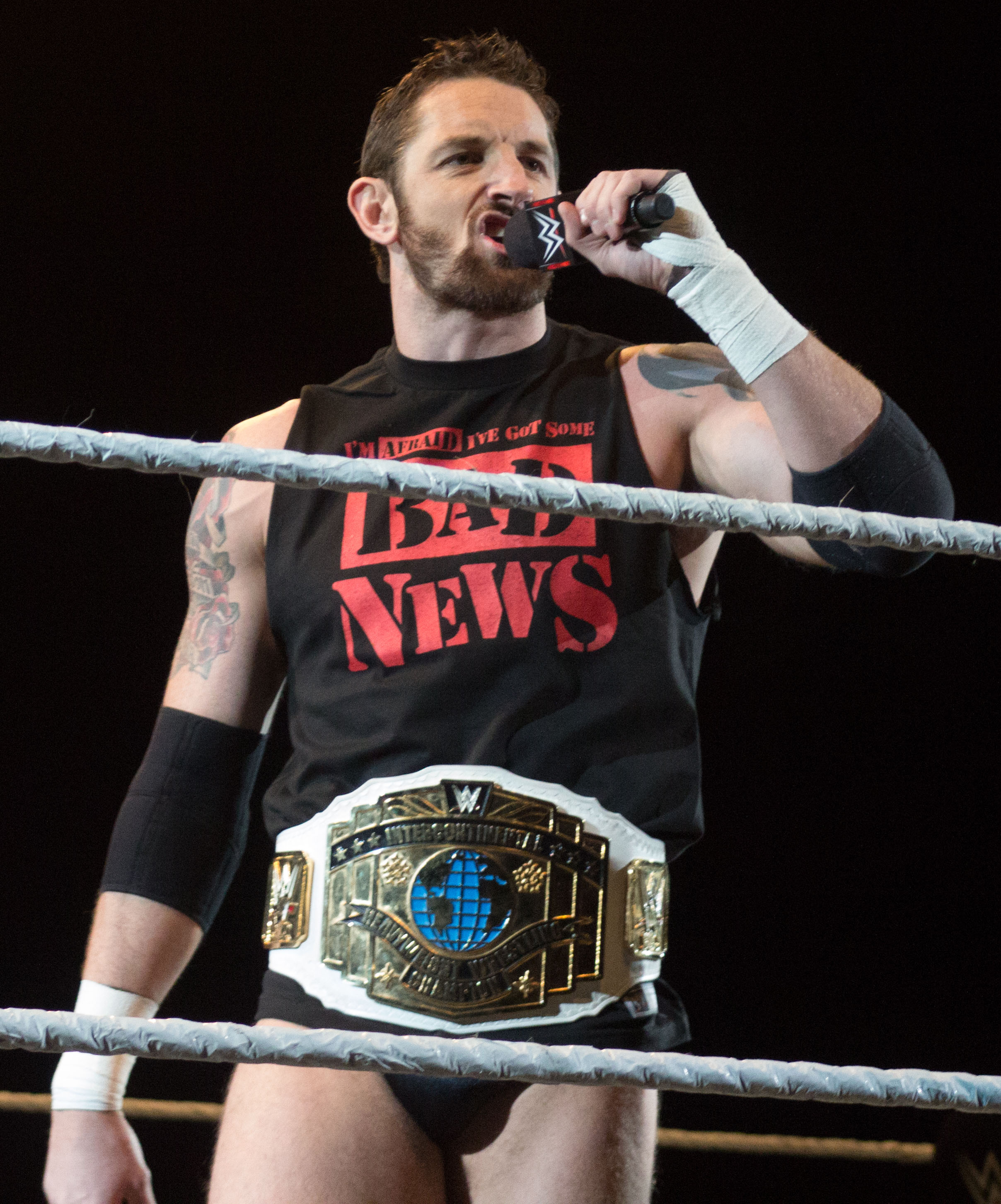
Bad News Barrett avec le titre Intercontinental en janvier 2015.

Il effectue son retour à RAW le 2 décembre 2013, présentant un segment nommé Bad News Barrett. Lors du SmackDown du 6 décembre, il nous annonce que son nouveau nom de scène est Bad News Barrett.
Lors de Extreme Rules, il bat Big E et remporte l'Intercontinental Championship.
Lors de Payback, il bat Rob Van Dam et conserve son titre.
Lors des enregistrements de SmackDown le 24 juin, il s'est fait attaquer par Jack Swagger et a subi une blessure à l'épaule droite. On apprend le 30 juin à RAW que son titre lui a été retiré en raison de sa blessure. Il a été opéré de l'épaule le 2 juillet.
Le 29 décembre 2014, il fait son retour à RAW en battant Cesaro.
Le 5 janvier 2015 à RAW, il remporte son cinquième championnat Intercontinental face à Dolph Ziggler. Lors de Fastlane, il bat Dean Ambrose par disqualification et conserve son titre.
Lors de WrestleMania 31, il perd son titre au profit de Daniel Bryan. Lors de Extreme Rules, il perd contre Neville.

#### King Barrett et The League of Nations puis départ (2015-2016)

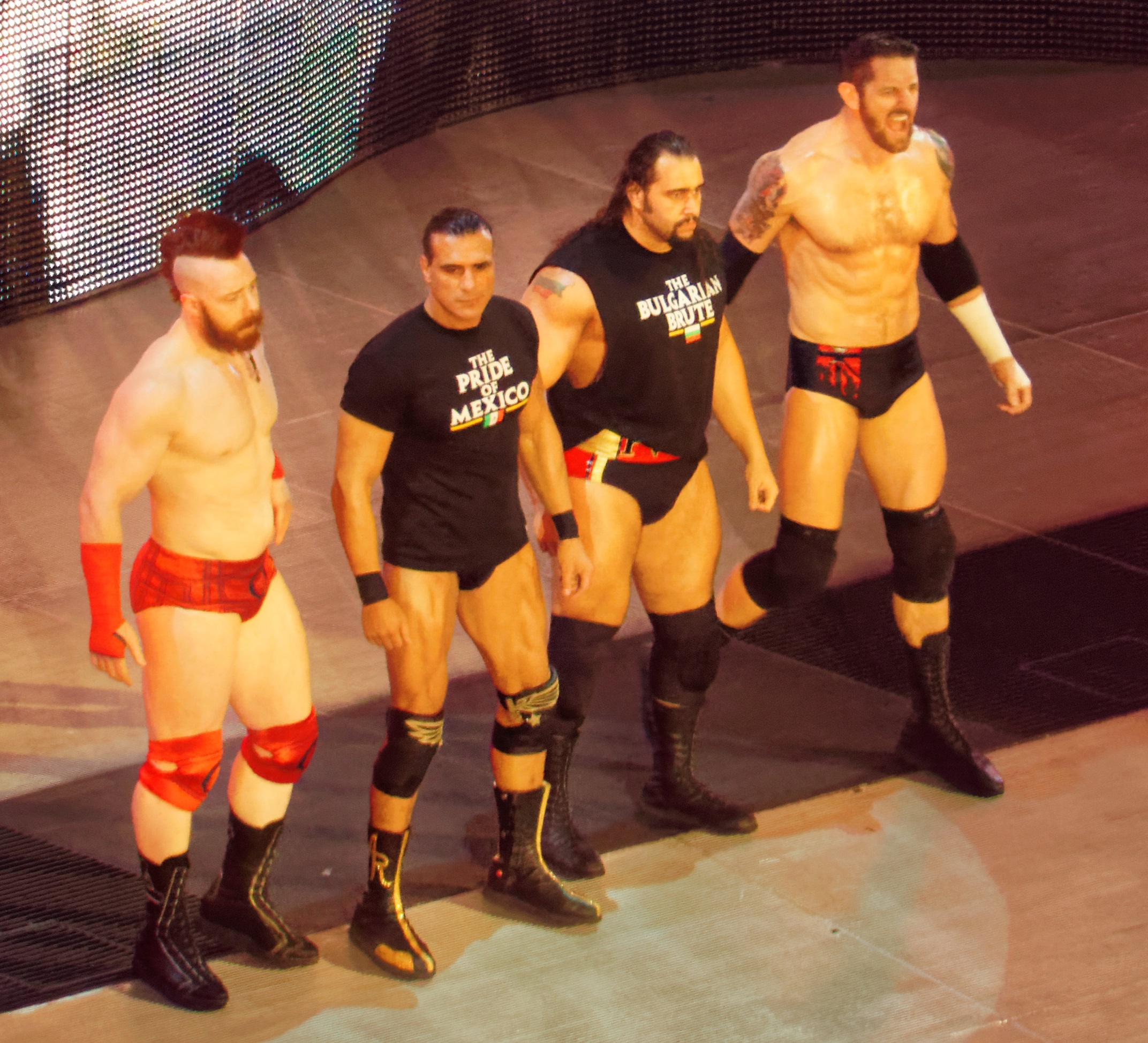
De gauche à droite, les membres de la League of Nations : Sheamus, Alberto Del Rio, Rusev et King Barrett.

Il gagne par la suite le tournoi King of the Ring le 28 avril 2015, puis prend le nom de King Barrett à partir de RAW du 11 mai, où il bat Dolph Ziggler. Lors de Payback, il perd contre Neville par décompte à l'extérieur. Lors d'Elimination Chamber, il ne parvient pas à gagner le championnat Intercontinental de la WWE dans un Elimination Chamber match, laissé vacant par Daniel Bryan pour cause de blessure. Lors de Money in the Bank, il perd face à R-Truth.
Lors de SummerSlam, lui et Stardust perdent contre Neville et Stephen Amell. Lors du Pré-Show de Hell in a Cell, il fait équipe avec Sheamus et Rusev mais ils perdent face à Dolph Ziggler, Cesaro et Neville. Lors de Survivor Series, il perd avec Sheamus et les New Day face à Ryback, les Usos et les Lucha Dragons.
Le 30 novembre à RAW, Sheamus annonce la création de l'équipe League of Nations aux côtés de Barrett, Rusev et Alberto Del Rio. Un clan qui n'aura finalement pas durer : une victoire à WrestleMania 32 contre les champions par équipes, The New Day. Le clan se sépare deux semaines après cette victoire.
Le 6 mai 2016, il quitte la WWE.

### What Culture Pro Wrestling / Défiant Wrestling (2017-2018)
Fin septembre 2017, il devient manager général à la WCPW, plus tard renommée Défiant Wrestling, une fédération du circuit indépendant anglais.

### WOS Wrestling (2018)
Le 4 juillet 2018, la WOS Wrestling annonce Bennett dans un rôle de général manager et commentateur.

### Lucha Underground (2018)
Le 9 novembre 2018, il fait ses débuts à la Lucha Underground dans un court segment en coulisses où il a remercié Antonio Cueto pour le sacrifice de son fils. Il a ensuite déclaré que c'était le moment pour lui de contrôler le monde.

### National Wrestling Alliance (2019-2020)
En décembre 2019, il devient commentateur à la NWA.

### Retour à la World Wrestling Entertainment (2020-...)

#### Commentateur (2020-...)
Le 26 août 2020, il fait son retour à la WWE en devenant commentateur à NXT.
En janvier 2021, Barrett annonce être devenu citoyen américain.
Il devient ensuite commentateur à SmackDown à partir du 7 octobre 2022, à RAW à partir d'août 2023, aux côtés de Michael Cole[réf. nécessaire], puis de nouveau à SmackDown à partir du 2 février 2024 aux côtés de Corey Graves. En septembre 2024, il est de nouveau commentateur à Raw, aux côtés de Joe Tessitore.

## Palmarès
- Dropkixx
  - 1 fois Dropkixx Heavyweight Champion
- Florida Championship Wrestling
  - 2 fois FCW Florida Tag Team Champions avec Drew McIntyre
- Ohio Valley Wrestling
  - 1 fois OVW Southern Tag Team Champion avec Paul Burchill
- World Wrestling Entertainment
  - 5 fois WWE Intercontinental Champion
  - Vainqueur de NXT (Saison 1)
  - Vainqueur du King of the Ring (2015)
  - Slammy Award du Moment le plus choquant de l'année (2010) - Pour les débuts de The Nexus.

## Récompenses de magazines
- Pro Wrestling Illustrated

| Année | 2010 | 2011 | 2012 | 2013 | 2014 | 2015 | 2016 |
| ----- | ---- | ---- | ---- | ---- | ---- | ---- | ---- |
| Rang  | 109  | 19   | 56   | 21   | 37   | 20   | 142  |

## Filmographie
| Dates | Titres           | Rôles  | Références |
| ----- | ---------------- | ------ | ---------- |
| 2012  | Dead Man Down    | Kilroy | [ 67 ]     |
| 2016  | Eliminators (en) | Bishop | [ 68 ]     |